# Poul Cederquist
Poul Parno Cederquist (29. juni 1916 i København – 25. maj 1993 i Odense) var en dansk atletikudøver, der var medlem af Politiets Idrætsforening.
Cederquist deltog i hammerkast ved OL 1948 i London og 1952 i Helsinki, hvor han nåede henholdsvis en 15. plads med 48,16 m og en 16. plads med 51,10 m. Ud over sine to deltagelser ved OL deltog han også i EM i 1954 i Bern hvor han nåede en 20. plads med 51,19 m. Han vandt 15 danske mesterskaber; otte i vægtkast, seks i hammerkast og et i diskoskast. 

## Internationale mesterskaber
- 1954 EM Hammerkast 20. plads 51,19
- 1952 OL Hammerkast 15. plads 48,16
- 1948 OL Hammerkast 16. plads 51,10

## Danske mesterskaber
- Guld 1959  Hammerkast  55,38
- Guld 1959  Vægtkast  16,96
- Guld 1958  Hammerkast  53,33
- Guld 1958  Vægtkast  16,77
- Bronze 1958  Diskoskast  42,06
- Guld 1957  Vægtkast  16,79
- Sølv 1957  Hammerkast  53,05
- Guld 1956  Vægtkast  16,06
- Sølv 1956  Hammerkast  54,27
- Bronze 1956  Diskoskast  42,94
- Guld 1955  Hammerkast  53,86
- Guld 1955  Vægtkast  16,72
- Bronze 1955  Diskoskast  42,69
- Guld 1954  Hammerkast  51,88
- Guld 1954  Vægtkast  16,73
- Guld 1953  Vægtkast  16,50
- Sølv 1953  Hammerkast  51,03
- Bronze 1953  Diskoskast  43,79
- Guld 1952  Hammerkast  53,54
- Sølv 1952  Diskoskast  44,01
- Guld 1951  Vægtkast  15,97
- Sølv 1951  Diskoskast  43,52
- Sølv 1951  Hammerkast  50,84
- Guld 1950  Diskoskast  44,06
- Sølv 1950  Hammerkast  51,01
- Bronze 1949  Hammerkast  48,73
- Bronze 1948  Diskoskast  39,67
- Bronze 1948  Hammerkast  46,16
- Guld 1947  Hammerkast  50,59

## Personlige rekorder
- Hammerkast: 56.42 (1956)

## Ekstern henvisning
- DAF i tal – Poul Cederquist Arkiveret 6. juni 2007 hos  Wayback Machine
- Poul Cederquists profil på Sports-Reference OL-resultater (arkiveret) (engelsk)
- Poul Cederquists profil på Olympedia (engelsk)